# Route nationale 559a
La route nationale 559a ou RN 559a était une route nationale française reliant Aubagne à Cassis. À la suite de la réforme de 1972, elle a été déclassée en RD 559a.

## Ancien tracé d'Aubagne à Cassis (D 559a)
- Aubagne (km 0)
- Roquefort-la-Bédoule (km 6)
- Cassis (km 11)